# 李邦佐
李邦佐（1531年—1587年），字治卿，號文岡，河南開封府陳留縣人，軍籍，明朝政治人物。

## 生平
河南鄉試第五十三名。嘉靖四十四年（1565年）乙丑科進士。通政司观政，四十五年八月授献县知县，隆慶二年（1568年）九月调直隸樂亭縣知縣。丁忧，六年八月復除濬县，万历元年（1573年）七月考选礼科给事中，三年七月巡视京营，本月升户科右，五年正月升顺德知府，八年二月调临洮府，九年五月致仕。

## 家族
曾祖父李柰；祖父李道，乡饮宾；父李琚，贈知县；母張氏，封太孺人。兄邦大、邦卫（七品散官）。